# Cabirops bombyliophila
Cabirops bombyliophila is een pissebed uit de familie Cabiropidae. De wetenschappelijke naam van de soort is voor het eerst geldig gepubliceerd in 2004 door Williams & Boyko.